# Joachim Karol Potocki
Joachim Karol Potocki herbu Pilawa (ur. w Trzebowej, zm. 21 maja  1791 roku) – generał-lejtnant wojsk koronnych w 1758 roku, starosta trembowelski i grybowiecki, rotmistrz znaku pancernego, podczaszy wielki litewski w latach 1763–1780, marszałek konfederacji barskiej województwa bracławskiego w 1768 roku, marszałek województwa bracławskiego w konfederacji radomskiej 1767 roku, komendant Regimentu Dragonów w 1755 roku.

## Życiorys
Syn Jana, kasztelana bracławskiego i Konstancji Sobieskiej, brat Teodora, wojewody bełskiego i generała majora wojsk koronnych. Był wnukiem Józefa Stanisława, dziadkiem Feliksa.
W latach 1734—1735 jako partyzant działał na rzecz Stanisława Leszczyńskiego. Patenty generalskie uzyskał w 1755 i 1758 z tytułu szefostwa regimentem dragonii.
Ożenił się w 1752 roku z Teresą Sapiehą, córką Józefa Franciszka Sapiehy i miał z nią dwie córki. Drugą jego żoną została Anna Salomea Grocholska, córka Marcina Grocholskiego, która poślubił w 1786 roku.
Posiadał majątki: Roś i Trościanica. Wybudował dla dominikanów kościół i klasztor w Morachwie (1772-1786). W latach 1763–1780 był podczaszym wielkim litewskim, później szefem regimentu konnego imienia królowej Jadwigi i regimentarzem konfederacji barskiej. Działał w konfederacji przedbarskiej w Warszawie i we Lwowie, potem jeden z przywódców tego ruchu. W 1768 marszałek konfederacji kilku województw południowo-wschodnich. Pobity przez Rosjan pod Podhajcami, utracił swoje dobra i zbiegł na Mołdawię. Działał za granicą na rzecz konfederacji. W 1770 wspólnie z J. K. Branickim ogłosił manifest o detronizacji Stanisława Augusta i bezkrólewiu w Polsce. W 1779 powrócił do kraju i gospodarował na roli. 
Pochowany w kościele pw. Niepokalanego Poczęcia NMP w Murafie na Podolu o czym świadczy tablica epitafijna zamieszczona tamże. 
Za zasługi został odznaczony Orderem Orła Białego w 1763 roku.